# Giuseppe Mingione
Giuseppe Mingione (né le 28 août 1972) est un mathématicien italien actif dans les domaines des équations aux dérivées partielles et du calcul des variations.

## Activité scientifique
Mingione a obtenu son doctorat en mathématiques de l'Université de Naples - Frédéric-II en 1999 avec Nicola Fusco comme directeur de thèse; il est professeur de mathématiques à l'université de Parme. Il a principalement travaillé sur les aspects de régularité du calcul des variations, résolvant des questions de longue date sur la dimension de Hausdorff des ensembles singuliers de minimiseurs de fonctionnelles intégrales vectorielles et sur les singularités aux frontières des solutions de systèmes elliptiques non linéaires. Ses travaux rejoigneux ceux d'auteurs comme Almgren, De Giorgi, Morrey (en), Giusti, qui ont prouvé des théorèmes affirmant la régularité des solutions en dehors d'un ensemble singulier (c'est-à-dire un sous-ensemble fermé de mesure nulle) à la fois dans la théorie géométrique de la mesure et pour les systèmes variationnels d'équations aux dérivées partielles. Ceux-ci sont en effet appelés résultats de régularité partielle et l'un des principaux enjeux est d'établir si la dimension de l'ensemble singulier est strictement inférieure à la dimension ambiante. Cette question a trouvé une réponse positive pour les fonctionnelles intégrales générales, grâce aux travaux de Kristensen et Mingione, qui ont également donné des estimations explicites pour la dimension des ensembles singuliers de minimiseurs,. Par la suite, Mingione a travaillé sur la théorie du potentiel non linéaire en obtenant des estimations de potentiel pour les solutions d'équations elliptiques et paraboliques non linéaires. De telles estimations permettent de donner une approche unifiée de la théorie de la régularité des équations quasi-linéaires dégénérées,, et concernent et mettent à jour les travaux antérieurs de Kilpeläinen, Malý, Trudinger, Wang (en). En collaboration avec Cristiana De Filippis, Mingione a prouvé une théorie de type Schauder pour les équations et fonctionnelles non uniformément elliptiques,.

## Prix et distinctions
Mingione a reçu le prix Bartolozzi en 2005, la médaille Stampacchia en 2006, le prix Caccioppoli en 2010 et le prix Amerio en 2016. En 2007, il a obtenu une bourse ERC. Mingione est répertorié comme un chercheur ISI hautement cité et a été invité à donner les conférences Nachdiplom en 2015 à l'École polytechnique fédérale de Zurich. Il a été conférencier invité au Congrès européen de mathématiques 2016 à Berlin. En 2017, il a été nommé Commandeur de l'Ordre du Mérite de la République italienne par le Président de la République italienne.

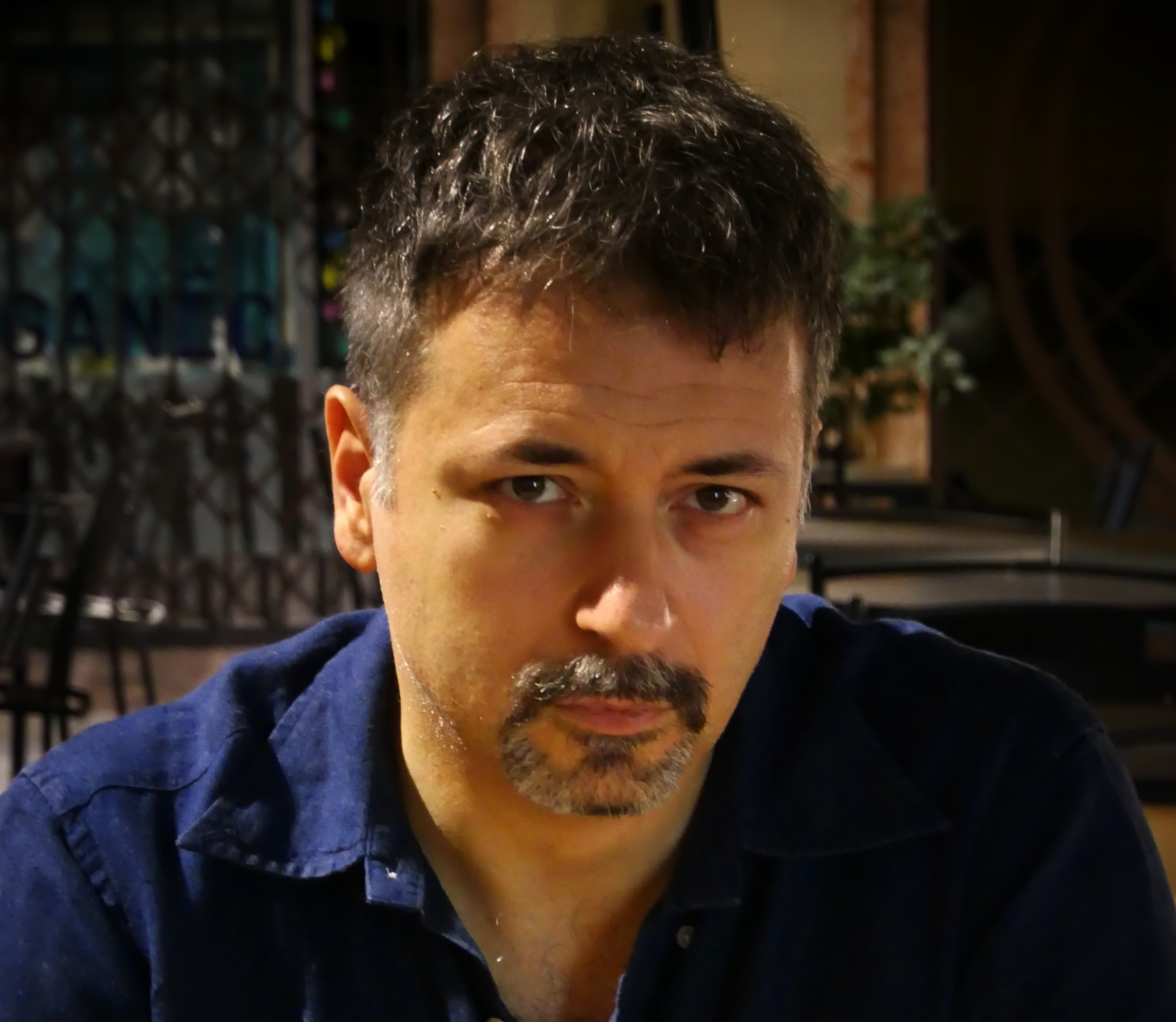
Giuseppe Mingione (2019)

## Publications
- « The singular set of solutions to non-differentiable elliptic systems », Archive for Rational Mechanics & Analysis, vol 166, 2003, p. 287–301.
- « Bounds for the singular sets of solutions of non linear elliptic systems », Calculus of Variations and Partial Differential Equations, vol 18, 2003, p. 373–400
- avec Jan Kristensen: « The singular set of minima of integral functionals », Archive for Rational Mechanics & Analysis, vol 180, 2006, p. 331–398
- avec Frank Duzaar, Jan Kristensen: « The existence of regular boundary points for non-linear elliptic systems », Journal für die reine und angewandte Mathematik (Crelles Journal), vol 602, 2007, p. 17–58
- avec Jan Kristensen: « Boundary regularity in variational problems », Archive for Rational Mechanics & Analysis, vol 198, 2010, p. 369–455
- avec Jan Kristensen: « The singular set of lipschitzian minima of multiple integrals », Archive for Rational Mechanics & Analysis, vol 184, 2007, p. 341–369
- avec Emilio Acerbi: « Gradient estimates for a class of parabolic systems », Duke Mathematical Journal, vol 136, 2007, p. 285–320
- « The Calderón-Zygmund theory for elliptic problems with measure data », Annali della Scuola Normale Superiore di Pisa, Classe di Scienze (Ser. V), vol 6, 2007, p. 195–261
- « Regularity of minima, an invitation on the dark side of the calculus of variations », Applications of Mathematics, vol 51, 2006, p. 355–426
- « Nonlinear Aspects of Calderon-Zygmund Theory », Jahresbericht der Deutschen Mathematiker-Vereinigung, vol 112, 2010, p. 159–191
- « Gradient potential estimates », Journal of the European Mathematical Society, vol 13, 2011, p. 459–486
- avec Frank Duzaar, Klaus Steffen (de): « Parabolic systems with polynomial growth and regularity », Memoirs of the American Mathematical Society, vol 214, no. 1005, 2011.
- avec Tuomo Kuusi: « Linear potentials in nonlinear potential theory », Archive for Rational Mechanics and Analysis, vol 207, 2013, p. 215–246.
- avec Cristiana De Filippis: « Nonuniformly Elliptic Schauder Theory », Inventiones Mathematicae, vol 234, 2023, p. 1109–1196.